# Ynglingagatan
| Ynglingagatan mot öster med norra sidan (t.v.) och södra sidan. |  | Ynglingagatan mot öster med norra sidan (t.v.) och södra sidan. |
| Ynglingagatan mot öster med norra sidan (t.v.) och södra sidan. |  |                                                                 |

Ynglingagatan är en gata i Vasastan i norra Stockholm. Gatan fick sitt nuvarande namn i samband med namnrevisionen i Stockholm 1885.

## Historik

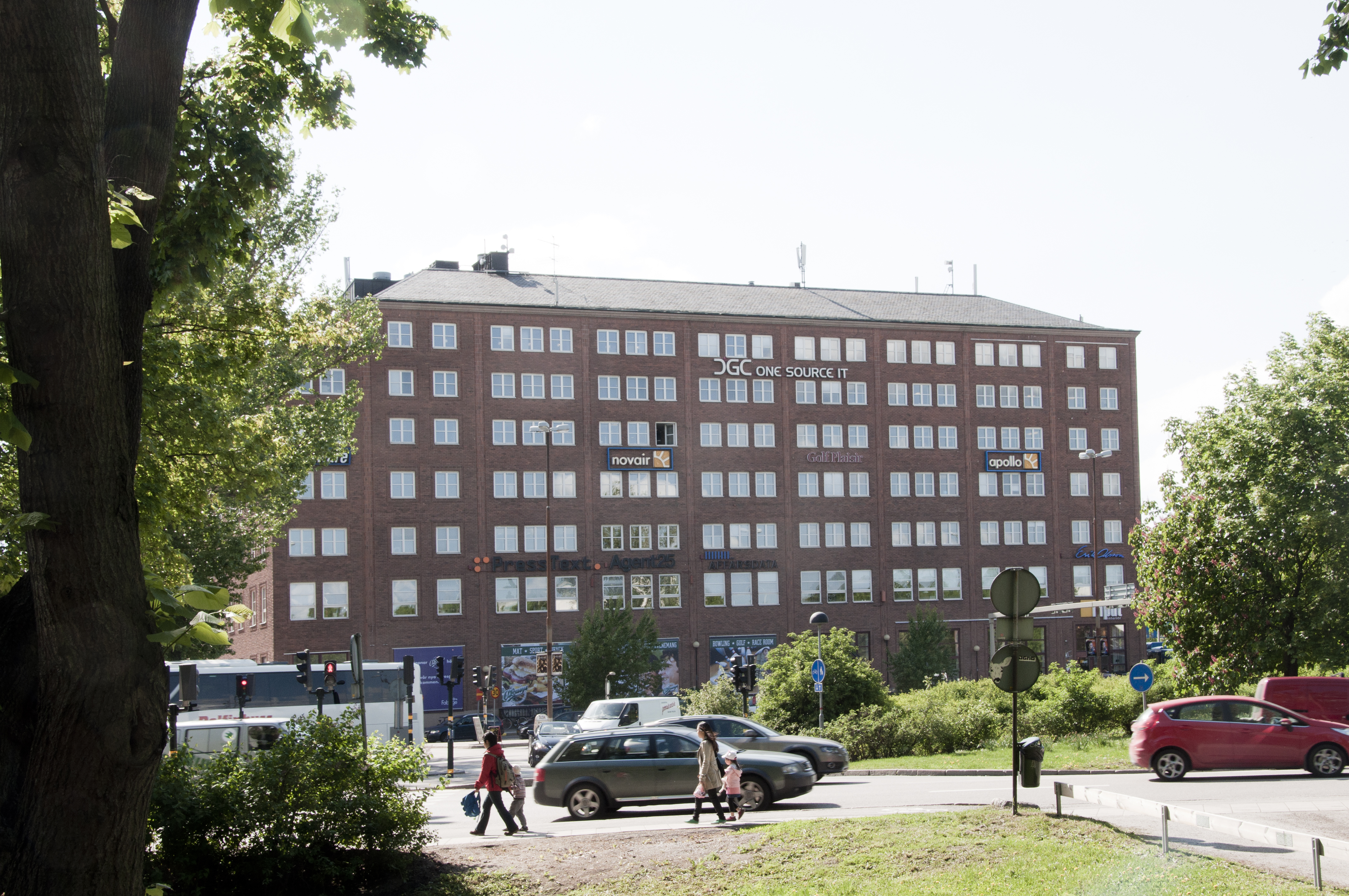
Kontorshuset Getingen 14.

Namnet hör till kategorin ”Fosterländska och historiska namn” och skall påminna om Ynglingaätten. Idag sträcker sig Ynglingagatan mellan Sveavägen vid Sveaplan i öster och Dannemoragatan i väster. Enligt Lindhagenplanens rutnätsplan från 1885 skulle Ynglingagatan sträcka sig betydligt längre; ungefär från dagens Roslagstull i öster ända till Torsgatan i väster. Lindhagenplanen tog dock inte hänsyn till de topografiska förhållandena i trakten vid dagens S:t Eriksparken, kvarteren Motorn och Vingen samt Röda bergen. Den stela rutnätsplanen övergavs och ersattes av ”mjukare” stadsplaner utformade av stadsplanedirektören Per Olof Hallman.

## Bebyggelse
Största kvarteret vid Ynglingagatans norra sida heter Getingen och bebyggdes på 1950- och 1960-talen med några stora skivhus ritade av bland andra Rasmussens Arkitektkontor. Den röda tegelbyggnaden mot Sveaplan uppfördes 1951–1954 efter ritningar av arkitekt Einar Rudskog med Saxon & Lindströms Förlags AB som byggherre. Vid Ynglingagatans södra sida märks kvarteret Odin med bostadshus från början av 1900-talet ritade av bland andra Dorph & Höög och Gustaf Detthoff.